# الفرید پیتون جونیور
الفرید پیتون جونیور (انگلیسی: Elfrid Payton؛ زادهٔ ۲۲ فوریهٔ ۱۹۹۴) بازیکن بسکتبال اهل ایالات متحده آمریکا است.

## حرفه
از باشگاه‌هایی که در آن بازی کرده‌است می‌توان به فینیکس سانز، اورلندو مجیک، نیو اورلینز پلیکانز، و نیویورک نیکس اشاره کرد.
وی در مسابقات کشوری و بین‌المللی در مجموع برندهٔ ۱ مدال طلا شده‌است.